# Chardon-Lagache (metropolitana di Parigi)
Chardon-Lagache è una stazione della linea 10 della metropolitana di Parigi.
In questa stazione la linea 10 opera soltanto verso il capolinea di Gare d'Austerlitz.

## La stazione
La stazione venne aperta il 30 settembre 1913. Il suo nome ricorda il dottor Pierre Chardon che fu il medico dei poveri di Auteuil per cinquant'anni. Fu seppellito nel secondo cimitero di Auteuil nel 1845. Suo figlio Pierre-Alfred riuscì a raccogliere abbastanza denaro per costruire una casa di riposo per i poveri nel 1857. Venne associato al suo nome quello della figlia della sua donna.

### Accessi
L'unica uscita della stazione è situata sull'incrocio della rue Chardon-Lagache con la rue Molitor.
- uscita: 11, rue Chardon-Lagache

## Interconnessioni
- Bus RATP - 22, 62
- Noctilien - N12, N61